# Jude Ciccolella
Richard Jude Ciccolella (Burlington, 30 novembre 1947) è un attore statunitense.
Principalmente noto come attore caratterista, durante la sua carriera ha ottenuto anche ruoli importanti, come quello di Mike Novick nella serie televisiva 24.

## Biografia
Jude Ciccolella nasce a Burlington nel Vermont, figlio di Dick Ciccolella, "leggenda sportiva" e allenatore di baseball. Nel 1961 si iscrisse alla Christian Brothers Academy di Albany, dove, seguendo le orme di suo padre e di suo fratello Thomas, eccelse nel baseball, entrando anche a far parte della CBA Hall of Fame. Nel 1971, dopo essersi laureato all'Università Brown di Providence ed aver lavorato per due anni per il Dipartimento dei servizi sociali della Contea di Albany, si iscrisse alla Temple University di Philadelphia dove ottenne il suo Master of Fine Arts in teatro.

## Carriera
La carriera dell'attore inizia nel 1985, anno in cui recita nel ruolo di Gaffer nel film diretto da Nicolas Roeg La signora in bianco. Sempre nello stesso anno partecipa anche a due film per la televisione e ad un episodio della serie televisiva Un giustiziere a New York. Da quel momento in poi iniziò ad apparire in numerose produzioni, sia televisive che cinematografiche.
È ricordato principalmente per le apparizioni nei film Americani (1992), Le ali della libertà (1994), A proposito di donne (1995), Una folle stagione d'amore (1995), Prove apparenti (1996), Flawless - Senza difetti (1999), Star Trek - La nemesi (2002), High Crimes - Crimini di stato (2002), The Terminal (2004), The Manchurian Candidate (2004), Sin City (2005) e Premonition (2007).
Per quanto riguarda le sue apparizioni televisive lo si può vedere spesso come guest star in serie televisive come Law & Order - I due volti della giustizia, New York Undercover, New York Police Department, Viper, Walker Texas Ranger, The Others, 100 Centre Street, E.R. - Medici in prima linea, Tutti odiano Chris, Prison Break, NCIS - Unità anticrimine, CSI - Scena del crimine e Dr. House - Medical Division.
Tra il 2001 e il 2006 ha interpretato il ruolo per cui è maggiormente conosciuto dal grande pubblico, ossia quello del Capo di stato maggiore Mike Novick nella serie televisiva 24. Ha interpretato questo ruolo nelle prime cinque stagioni della serie (ad esclusione della terza), per un totale di 59 episodi.
Nel 2014 è tornato ad interpretare il ruolo di Liebowitz in Sin City - Una donna per cui uccidere.

## Filmografia

### Cinema
- La signora in bianco (Insignificance), regia di Nicolas Roeg (1985)
- Prognosi riservata (Critical Condition), regia di Michael Apted (1987)
- Un poliziotto in blue jeans (Shakedown), regia di James Glickenhaus (1988)
- La città della speranza (John Sayles), regia di James Foley (1991)
- Americani (Glengarry Glen Ross), regia di James Foley (1992)
- Le ali della libertà (The Shawshank Redemption), regia di Frank Darabont (1994)
- A proposito di donne (Boys on the Side), regia di Herbert Ross (1995)
- Una folle stagione d'amore (Mad Love), regia di Herbert Ross (1995)
- Prove apparenti (Night Falls on Manhattan), regia di Sidney Lumet (1996)
- Gloria, regia di Sidney Lumet (1999)
- Flawless - Senza difetti (Flawless), regia di Joel Schumacher (1999)
- High Crimes - Crimini di stato (High Crimes), regia di Carl Franklin (2002)
- Star Trek - La nemesi (Star Trek: Nemesis), regia di Stuart Baird (2002)
- Daredevil, regia di Mark Steven Johnson (2003)
- Head of State, regia di Chris Rock (2003)
- Abbasso l'amore (Down with Love), regia di Peyton Reed (2003)
- The Terminal, regia di Steven Spielberg (2004)
- The Manchurian Candidate, regia di Jonathan Demme (2004)
- Million Dollar Baby, regia di Clint Eastwood (2004)
- Sin City, regia di Frank Miller e Robert Rodriguez (2005)
- World Trade Center, regia di Oliver Stone (2006)
- Premonition, regia di Mennan Yapo (2007)
- Stolen - Rapiti (Stolen), regia di Josh Lucas (2009)
- Sin City - Una donna per cui uccidere (Sin City: A Dame to Kill for), regia di Robert Rodríguez e Frank Miller (2014)
- 1, regia di Andrzej Kozłowski (2020)

### Televisione
- Fuori nel buio (Out of the Darkness), regia di Jud Taylor – film TV (1985)
- New York Undercover – serie TV, episodi 1x20-3x02 (1995-1996)
- Law & Order - I due volti della giustizia (Law & Order) – serie TV, episodi 2x14-5x06-7x16 (1992-1997)
- NYPD - New York Police Department (NYPD Blue) – serie TV, episodi 5x05-12x07-12x08 (1997-2004)
- It's True! - serie TV, 1 episodio (1998)
- The Others – serie TV, episodio 1x07 (2000)
- 24 – serie TV, 59 episodi (2001-2006)
- E.R. - Medici in prima linea (ER) – serie TV, episodio 8x17 (2002)
- Law & Order: Criminal Intent – serie TV, episodio 3x11 (2004)
- Tutti odiano Chris (Everybody Hates Chris) – serie TV, 4 episodi (2005)
- Un giorno perfetto (A Perfect Day), regia di Peter Levin – film TV (2006)
- Medium – serie TV, episodio 4x11 (2008)
- Prison Break – serie TV, episodi 4x07-4x10-4x13 (2008)
- Detective Monk (Monk) – serie TV, episodio 7x10 (2009)
- Cold Case - Delitti irrisolti (Cold Case) – serie TV, episodio 7x10 (2009)
- The Mentalist – serie TV, episodio 2x10 (2009)
- NCIS - Unità anticrimine (NCIS) – serie TV, 4 episodi (2008-2011)
- CSI - Scena del crimine (CSI: Crime Scene Investigation) – serie TV, episodi 11x01-11x15 (2010-2011)
- Dr. House - Medical Division (House M.D.) – serie TV, episodio 8x01 (2011)
- Touch – serie TV, episodi 1x01-1x02-1x12 (2012)
- Perception – serie TV, episodio 3x10 (2014)
- Il caso Novack (Beautiful & Twisted), regia di Christopher Zalla – film TV (2015)
- NCIS: New Orleans - serie TV, episodio 2x21 (2016)
- Lethal Weapon - serie TV, episodio 2x18 (2018)
- Law & Order - Unità vittime speciali (Law & Order: Special Victims Unit) – serie TV, episodio 20x12 (2019)

## Doppiatori italiani
Nelle versioni in italiano delle opere in cui ha recitato, Jude Ciccolella è stato doppiato da:
- Gerolamo Alchieri in The Terminal, Dr. House - Medical Division, Body of Proof, NCIS: New Orleans
- Gianluca Machelli in Burn Notice - Duro a morire, Detective Monk, Sin City - Una donna per cui uccidere
- Luciano Roffi in Law & Order - I due volti della giustizia (ep. 7x16), CSI - Scena del crimine
- Angelo Nicotra in Star Trek: La nemesi, World Trade Center
- Luca Biagini in Medium, NCIS - Unità anticrimine (ep. 6x24, 8x24)
- Franco Chillemi in Le ali della libertà
- Franco Zucca in Law & Order - I due volti della giustizia (ep. 2x14)
- Mario Cordova in Law & Order - I due volti della giustizia (ep. 5x06)
- Diego Reggente in Americani
- Piero Tiberi in Gloria
- Alessandro Rossi in Prove apparenti
- Sergio Tedesco in 24
- Enrico Bertorelli in Law & Order: Criminal Intent
- Dario Penne in High Crimes - Crimini di stato
- Rodolfo Bianchi in Una folle stagione d'amore
- Pietro Biondi in Daredevil
- Eugenio Marinelli in Abbasso l'amore
- Sandro Iovino in Un giorno perfetto
- Renato Mori in CSI: NY
- Carlo Reali in The Manchurian Candidate
- Antonio Angrisano in Million Dollar Baby
- Saverio Moriones in Sin City
- Emilio Cappuccio in Premonition
- Renato Cortesi in Cold Case - Delitti irrisolti
- Sergio Di Stefano in NCIS - Unità anticrimine (ep. 6x08, 6x09)
- Pasquale Anselmo in NCIS - Unità anticrimine (ep. 8x13)
- Mino Caprio in Prison Break
- Bruno Alessandro in The Mentalist
- Paolo Lombardi in Touch
- Domenico Brioschi in Matador
- Carlo Valli in Lethal Weapon
- Paolo Marchese in Perception
- Carlo Cosolo in Major Crimes
- Michele Kalamera ne  Il caso Novack
- Michele Gammino in Law & Order - Unità vittime speciali